# Chodorowscy herbu Korczak

Herb Korczak

Chodorowscy herbu Korczak – polski ród szlachecki pochodzenia rusińskiego (ukraińskiego) herbu Korczak. Nazwisko rodowe pochodzi od miejscowości Chodorostaw, obecnie miasto Chodorów w rejonie żydaczowskim, w obwodzie lwowskim, Ukraina.

## Przedstawiciele

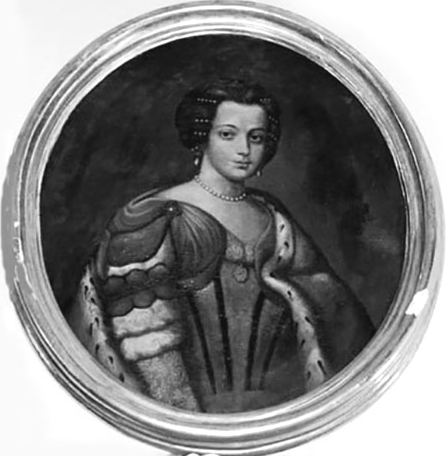
Anna z Chodorowskich

- Dymitr z Chodorostawu i Brzozdowiec, lub Dymitr z Podwerbców i Chodorowa[1] – stolnik lwowski (jego ojcem był Waszek Wołczkowicz, zwany Brodą z Żurawna, a matką Barbara, córka Piotra Bruna, który przybył na Ruś podczas rządów ks. Władysława Opolczyka[2])

- Stanisław ze Źwinigrodu, żona Elżbieta, córka Teodoryka z Buczacza Jazłowieckiego[3]
- Jan z Chodorostawu, Brzozdowiec i Kuropatnik – podstoli i stolnik lwowski
- Jursza (Jerzy) z Chodorostawu, Brzozdowiec i Kuropatnik – starosta żydaczowski, stryjski
- Marcin – starosta złoczowski w 1553
- Szymon – stolnik lwowski ok. 1584
- Anna Chodorowska, żona kolejno ks. Konstantego Krzysztofa Wiśniowieckiego, Jana karola Dolskiego
- Elżbieta, w 1557 wdowa po Mikołaju Herburcie, wojskim kamienieckim
- Jan – podczaszy lwowski
- Krzysztof Stanisław – kasztelan rozpierski, miecznik podolski, rotmistrz królewski, podkomorzy i stolnik lwowski[4]
- Aleksander Stefan – podkomorz lwowski, starosta winnicki (1683), stolnik lwowski[5]